# Dizionario biografico degli italiani
Il Dizionario biografico degli italiani (sigla DBI) è un dizionario biografico edito dall'Istituto dell'Enciclopedia italiana, pubblicato in cento volumi dal 1960 al dicembre 2020; raccoglie circa 40 000 biografie di altrettanti italiani illustri dal V secolo all'epoca contemporanea, con voci firmate e fornite di ricca bibliografia, disponibili anche in rete.

## Storia
L'iniziativa editoriale fu ideata nel 1925 sul modello di analoghe opere come l’Allgemeine Deutsche Biographie in tedesco (nel 1912 in 56 volumi), o il Dictionary of National Biography in inglese (in 60 volumi). S'intendeva raccogliere delle voci biografiche su italiani defunti considerati meritevoli di esser ricordati in quanto ascesi agli onori della storia, vissuti in un lunghissimo intervallo temporale: dalla caduta dell'Impero romano d'Occidente a oggi. Come direttore della Treccani, Giovanni Gentile affidò il compito di coordinare il gigantesco lavoro redazionale a Fortunato Pintor, a cui presto fu affiancato Arsenio Frugoni; nel 1959 la direzione fu assunta da Alberto Maria Ghisalberti, seguito da Massimiliano Pavan nel 1985, Fiorella Bartoccini e Mario Caravale nel 1990, il solo Mario Caravale nel 1999, Raffaele Romanelli dal 2010.
Il primo volume apparve nel 1960, alla vigilia del centenario dell'Unità d'Italia. Erano occorsi circa quindici anni per organizzare un enorme schedario di personaggi storici, da cui furono estratti 40 000 italiani meritevoli di esser ricordati in una voce a loro singolarmente dedicata. Nel dicembre 2020 è stato pubblicato il suo centesimo volume che si chiude con Giuseppe Zurlo, l'ultimo in ordine alfabetico degli italiani illustri. Sono usciti talora degli aggiornamenti: per esempio, nel 1988 è uscito un volume di supplemento relativo alle lettere A-C, contenente voci su personaggi morti prima del 1985. Col tempo sono state inserite anche personalità nate fuori dal territorio nazionale ma molto influenti nella penisola, come Daniel Bovet, nato in Svizzera, o Cathy Berberian, nata negli Stati Uniti d'America.
Nel 1995, per iniziativa di Rita Levi Montalcini, si organizzò la digitalizzazione dell'Enciclopedia Treccani e del Dizionario biografico. Nel marzo 2011 venne predisposto il nuovo portale di accesso, insieme alla versione in linea dell'Enciclopedia Treccani, con una presentazione solenne in occasione del 150º anniversario dell'Unità d'Italia: l'evento segnava un'apertura alle nuove tecnologie della comunicazione. La comparsa della rete e le difficoltà finanziarie fece nascere fin dagli anni novanta del '900 il proposito di smettere la pubblicazione a stampa dell’opera, ovvero di una sua prosecuzione, ridotta e semplificata, solo online; l'iniziativa fu tuttavia sventata dalla mobilitazione degli storici e del pubblico colto. Nel 2010 fu compilato l'elenco delle voci, dalla lettera M fino alla Z al fine della loro inclusione nei volumi futuri.
Il completamento dell'opera pone il problema del suo aggiornamento. A partire dal 2012 alcune voci sono state aggiunte come supplemento alla sola edizione digitale. Nel dicembre 2020 il consiglio di amministrazione della Treccani non aveva ancora indicato le linee di possibili sviluppi.

## Volumi
- 1: Aaron-Albertucci (1960)
- 2: Albicante-Ammannati (1960)
- 3: Ammirato-Arcoleo (1961)
- 4: Arconati-Bacaredda (1962)
- 5: Bacca-Baratta (1963)
- 6: Baratteri-Bartolozzi (1964)
- 7: Bartolucci-Bellotto (1965; riedito nel 1970)
- 8: Bellucci-Beregan (1966)
- 9: Berengario-Biagini (1967)
- 10: Biagio-Boccaccio (1968)
- 11: Boccadibue-Bonetti (1969)
- 12: Bonfadini-Borrello (1971)
- 13: Borremans-Brancazolo (1971)
- 14: Branchi-Buffetti (1972)
- 15: Buffoli-Caccianemici (1972)
- 16: Caccianiga-Caluso (1973)
- 17: Calvart-Canefri (1974)
- 18: Canella-Cappello (1975)
- 19: Cappi-Cardona (1976)
- 20: Carducci-Carusi (1977)
- 21: Caruso-Castelnuovo (1978)
- 22: Castelvetro-Cavallotti (1979)
- 23: Cavallucci-Cerretesi (1979)
- 24: Cerreto-Chini (1980)
- 25: Chinzer-Cirni (1981)
- 26: Cironi-Collegno (1982)
- 27: Collenuccio-Confortini (1982)
- 28: Conforto-Cordero (1983)
- 29: Cordier-Corvo (1983)
- 30: Cosattini-Crispolto (1984)
- 31: Cristaldi-Dalla Nave (1985)
- 32: Dall'Anconata-Da Ronco (1986)
- 33: D'Asaro-De Foresta (1987)
- 34: Primo supplemento, A-C (1988)
- 35: Indice, A-C (1988)
- 36: De Fornari-Della Fonte (1988)
- 37: Della Fratta-Della Volpaia (1989)
- 38: Della Volpe-Denza (1990)
- 39: Deodato-Di Falco (1991)
- 40: Di Fausto-Donadoni (1991)
- 41: Donaggio-Dugnani (1992)
- 42: Dugoni-Enza (1993)
- 43: Enzo-Fabrizi (1993)
- 44: Fabron-Farina (1994)
- 45: Farinacci-Fedrigo (1995)
- 46: Feducci-Ferrerio (1996)
- 47: Ferrero-Filonardi (1997)
- 48: Filoni-Forghieri (1997)
- 49: Forino-Francesco da Serino (1997)
- 50: Francesco I Sforza-Gabbi (1998)
- 51: Gabbiani-Gamba (1998)
- 52: Gambacorta-Gelasio II (1999)
- 53: Gelati-Ghisalberti (2000)
- 54: Ghiselli-Gimma (2000)
- 55: Ginammi-Giovanni da Crema (2000)
- 56: Giovanni Di Crescenzio-Giulietti (2001)
- 57: Giulini-Gonzaga (2001)
- 58: Gonzales-Graziani (2002)
- 59: Graziano-Grossi Gondi (2002)
- 60: Grosso-Guglielmo da Forlì (2003)
- 61: Guglielmo Gonzaga-Jacobini (2004)
- 62: Iacobiti-Labriola (2004)
- 63: Labroca-Laterza (2004)
- 64: Latilla-Levi Montalcini (2005)
- 65: Levis-Lorenzetti (2005)
- 66: Lorenzetto-Macchetti (2006)
- 67: Macchi-Malaspina (2006)
- 68: Malatacca-Mangelli (2007)
- 69: Mangiabotti-Marconi (2007)
- 70: Marcora-Marsilio (2008)
- 71: Marsilli-Massimino da Salerno (2008)
- 72: Massimo-Mechetti (2008)
- 73: Meda-Messadaglia (2009)
- 74: Messi-Miraglia (2010)
- 75: Miranda-Montano (2011)
- 76: Montauti-Morlaiter (2012)
- 77: Morlini-Natolini (2012)
- 78: Natta-Nurra (2013)
- 79: Nursio-Ottolini Visconti (2013)
- 80: Ottone I-Pansa (2014)
- 81: Pansini-Pazienza (2014)
- 82: Pazzi-Pia (2015)
- 83: Piacentini-Pio V (2015)
- 84: Piovene-Ponzo (2015)
- 85: Ponzone-Quercia (2016)
- 86: Querenghi-Rensi (2016)
- 87: Renzi-Robortello (2016)
- 88: Robusti-Roverella (2017)
- 89: Rovereto-Salvemini (2017)
- 90: Salvestrini-Saviozzo da Siena (2017)
- 91: Savoia-Semeria (2018)
- 92: Semino-Sisto IV (2018)
- 93: Sisto V-Stammati (2019)
- 94: Stampa-Tarantelli (2019)
- 95: Taranto-Togni (2019)
- 96: Toja-Trivelli (2019)
- 97: Trivulzio-Valeri (2020)
- 98: Valeriani-Verra (2020)
- 99: Verrazzano-Vittorio Amedeo (2020)
- 100: Vittorio Emanuele I-Zurlo (2020)